# The Works (album de The Corrs)
Pour les articles homonymes, voir The Works.
Albums de The Corrs
Dreams: The Ultimate Corrs Collection
(2006) White Light
(2015)
The Works est le troisième album de compilation du groupe irlandais The Corrs et le plus récent, sorti le 27 août 2007. Composé de trois CD, il reprend les grands succès de leurs albums précédents. À l'exception de la chanson "Irresistible", le premier CD est principalement une sélection des chansons provenant de l'album Forgiven, Not Forgotten et de l'album Talk on Corners. D'autres chansons prises de ce dernier sont incluses dans le deuxième CD avec des chansons provenant de l'album In Blue. Le troisième et dernier CD est une sélection de chansons provenant des albums Borrowed Heaven, In Blue (édition spéciale), Unplugged et Talk on Corners (édition spéciale). Quelques choix dans le dernier CD sont des remix.

## Liste des morceaux

### CD 1
1. "Runaway"
2. "Dreams"
3. "What Can I Do"
4. "Irresistible"
5. "I Never Loved You Anyway"
6. "Love To Love You"
7. "Forgiven Not Forgotten"
8. "Leave Me Alone"
9. "Secret Life"
10. "The Right Time"
11. "Heaven Knows"
12. "Someday"
13. "Closer"
14. "When He's Not Around"
15. "Don't Say You Love Me"
16. "Love Gives Love Takes"
17. "Hopelessly Addicted"
18. "Erin Shore"

### CD 2
1. "Breathless"
2. "So Young"
3. "Radio"
4. "Give Me A Reason"
5. "Only When I Sleep"
6. "Intimacy"
7. "Queen Of Hollywood"
8. "No Good For Me"
9. "Little Wing"
10. "All The Love In The World"
11. "All In A Day"
12. "At Your Side"
13. "No More Cry"
14. "Give It All Up"
15. "Say"
16. "One Night"
17. "Rain"
18. "Hurt Before"
19. "Rebel Heart"

### CD 3
1. "Summer Sunshine"
2. "Angel"
3. "Long Night"
4. "Old Town"
5. "Heart Like A Wheel"
6. "Black Is The Colour"
7. "Haste To The Wedding"
8. "No Frontiers"
9. "Love In The Milky Way"
10. "Looking In The Eyes Of Love"
11. "Somebody For Someone" (acoustique)
12. "No More Cry" (acoustique)
13. "At Your Side" (acoustique)
14. "When The Stars Go Blue" - Corrs & Bono
15. "Dreams" (Tee's Radio Remix)
16. "So Young (K-Klass Remix)"
17. "What Can I Do" (Tin-Tin Out Remix)
18. "Radio (Unplugged)"
19. "Goodbye" (2006 Remix)